# Caught in the Act (Grand Funk Railroad)
| Recensione                        | Giudizio    |
| --------------------------------- | ----------- |
| AllMusic                          |             |
| Debaser                           | [ 1 ]       |
| The New Rolling Stone Album Guide | [ 2 ]       |
| Sputnikmusic                      | 3.6 (Great) |
| Dizionario del Pop-Rock           | [ 4 ]       |
| 24.000 dischi                     | [ 5 ]       |

Caught in the Act è un doppio album discografico dal vivo del gruppo musicale rock statunitense dei Grand Funk Railroad, pubblicato dalla casa discografica Capitol Records nel settembre del 1975.

## Tracce

### LP
Lato A
1. Introduction – 2:47
2. Foot Stompin' Music – 4:02 (Mark Farner)
3. Rock & Roll Soul – 3:59 (Mark Farner)
4. Closer to Home – 7:14 (Mark Farner)

Lato B
1. Heartbreaker – 7:38 (Mark Farner)
2. Some Kind of Wonderful – 4:05 (John Ellison)
3. Shinin' On – 5:40 (Mark Farner, Don Brewer)
4. The Loco-Motion – 3:14 (Gerry Goffin, Carole King)

Lato C
1. Black Licorice – 4:55 (Mark Farner, Don Brewer)
2. The Railroad – 6:15 (Mark Farner)
3. We're an American Band – 3:45 (Don Brewer)
4. T.N.U.C. – 9:13 (Mark Farner)

Lato D
1. Inside Lookin' Out – 12:11 (John Lomax, Alan Lomax, Eric Burdon, Chas Chandler)
2. Gimme Shelter – 6:15 (Mick Jagger, Keith Richards)

## Formazione
- Mark Farner - voce, chitarre, harp, organo
- Don Brewer - voce, batteria, percussioni
- Mel Schacher - basso, accompagnamento vocale-cori
- Craig Frost - tastiere, percussioni, accompagnamento vocale-cori
- The Funkettes (Lorraine Feather e Jana King) - accompagnamento vocale-cori

Note aggiuntive
- Jimmy Ienner - produttore
- Registrazioni effettuate dal vivo in vari concerti nel 1975
- Registrazioni effettuate dalla The Record Plant East Mobile Unit
- Carmine Rubino - ingegnere delle registrazioni
- Rod O'Brien e Dave Hewitt - assistenti ingegnere delle registrazioni
- Mixaggio effettuato al O.D.O. Studios di New York
- Jack Sherdel - ingegnere del mixaggio
- Joseph Barbaria - assistente ingegnere del mixaggio
- Mastering effettuato al The Master Cutting Room di New York
- Lynn Goldsmith - fotografie
- Lymba Inc. - art direction[8]

## Classifica
Album
| Anno | Classifica    | Posizione raggiunta |
| ---- | ------------- | ------------------- |
| 1975 | Billboard 200 | 21                  |